# ورزشگاه محمد الحمد
ورزشگاه محمد الحمد (به عربی: ستاد محمد الحمد) ورزشگاهی چندمنظوره در حولی، کویت می‌باشد. امروزه از آن بیشتر برای برپایی مسابقه‌های فوتبال و به عنوان ورزشگاه خانگی القادسیه استفاده می‌شود. این ورزشگاه گنجایش ۲۲٬۰۰۰ نفر تماشاچی را دارد.